# Chiffrierscheibe

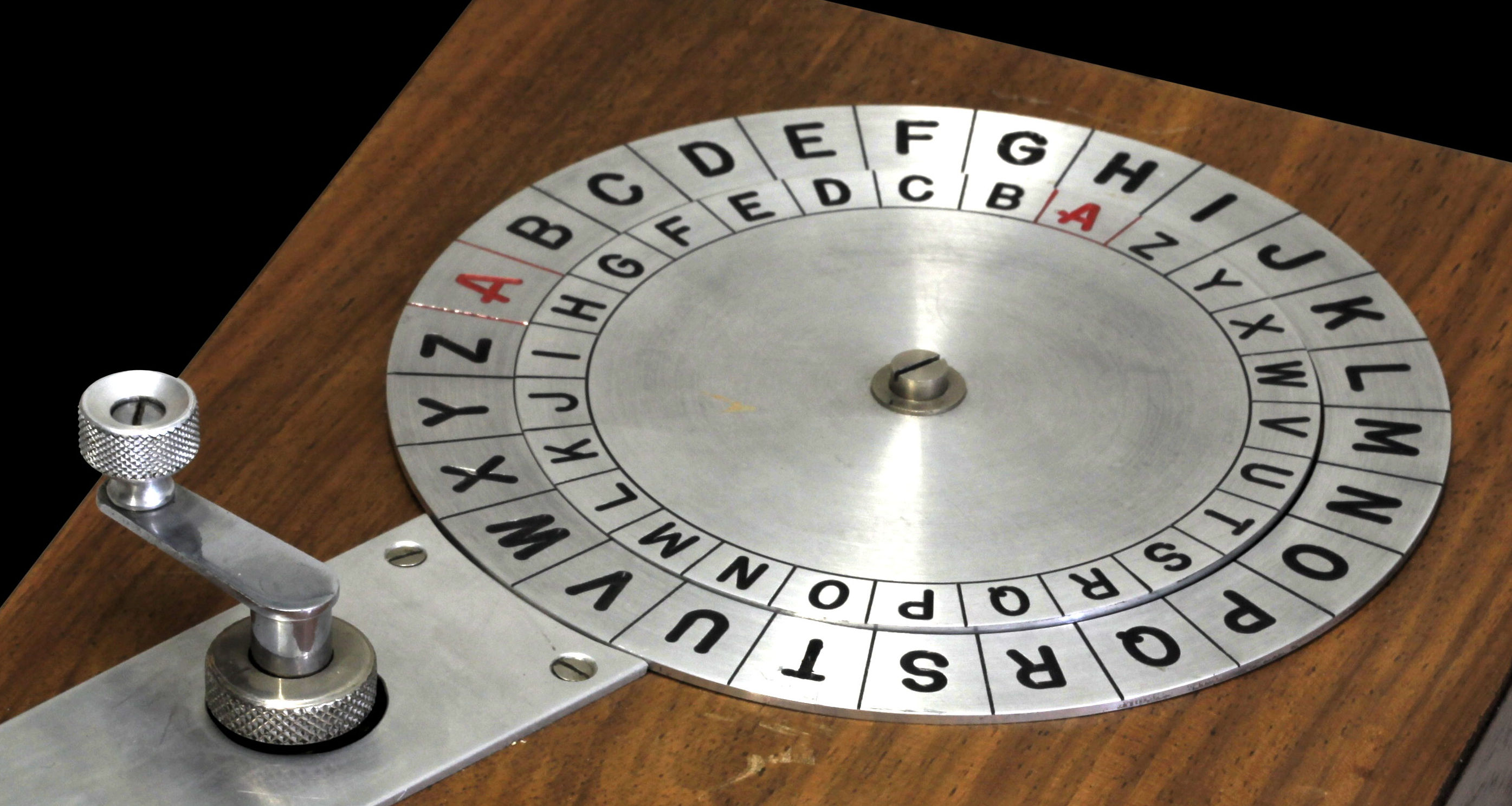
Chiffrierscheibe der Schweizer Armee (für Schulungszwecke)

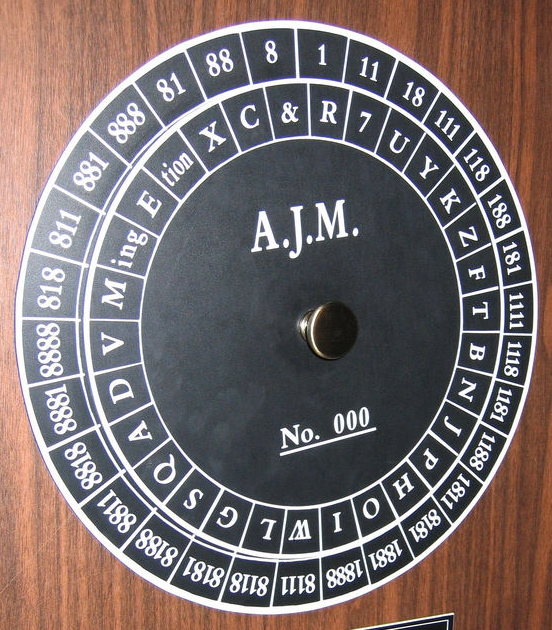
Chiffrierscheibe aus dem Amerikanischen Bürgerkrieg

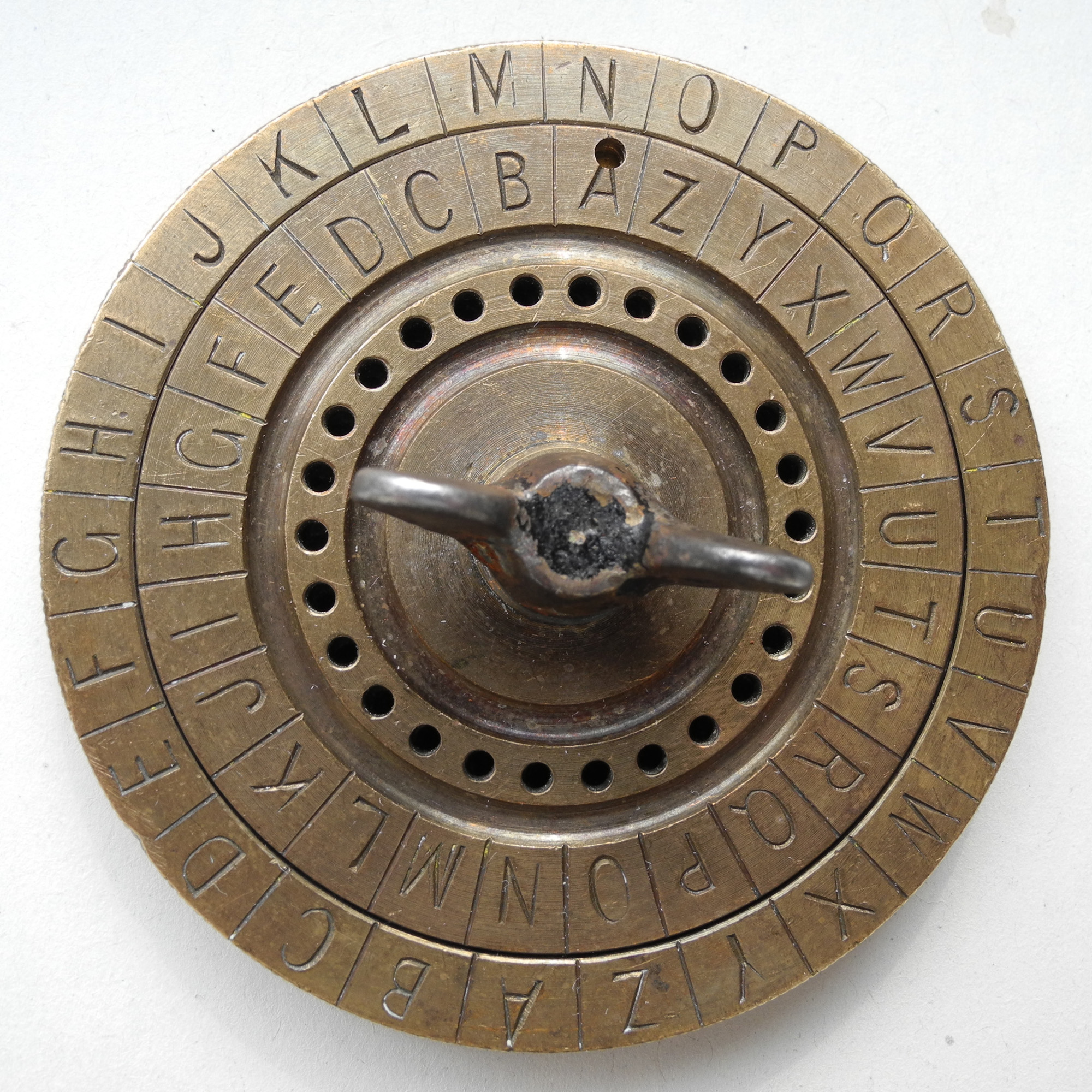
Weitere Chiffrierscheibe für umgekehrte Caesar-Verschlüsselung

Die Chiffrierscheibe (englisch Cipher disk) war eines der ersten (noch sehr einfachen) Geräte zur Verschlüsselung.
Dabei handelt es sich um zwei runde Scheiben, oft aus Metall oder aus Karton, die auf einer gemeinsamen Achse sitzen und so verbunden sind, dass sich die eine auf der anderen drehen kann. Scheiben dieser Art gibt es seit dem 15. Jahrhundert. Die Entwicklung der ersten Chiffrierscheibe wird Leon Battista Alberti zugeschrieben.
Am äußeren Rand jeder Scheibe sind Alphabetzeichen (oder Symbole) angegeben. Die äußere Scheibe stellt hier das Geheimalphabet dar und die innere die Klartext-Buchstaben oder -Zeichen. Durch Verdrehen der Scheiben gegeneinander verschieben sich die Alphabete zueinander, was zur Verschlüsselung genutzt wird. Wenn zum Beispiel (anders als im Bild) das innere A unter dem äußeren B liegen würde und beide Alphabete aufsteigend sortiert wären, dann entspräche das einer Verschiebechiffre um eine Stelle. Im Bild sind die Alphabete jedoch gegenläufig geordnet, was zu eine revertierten Caesar-Verschlüsselung führt und zudem steht hier das H über dem (roten) A.
Nach einmaligem Einstellen der Scheiben lässt sich sehr leicht eine monoalphabetische Verschlüsselung erreichen. Verdreht man während des Verschlüsselungsvorgangs die Stellung der Scheiben zueinander, dann ergibt sich eine polyalphabetische Verschlüsselung.